# Recunoașterea internațională a Republicii Populare Donețk și a Republicii Populare Lugansk
     Recunoașterea oficială a Republicilor Populare Donețk și Lugansk
     Sprijin pentru recunoașterea rusă a independenței Republicilor Populare Donețk și Lugansk
     Condamnarea recunoașterii ruse a independenței

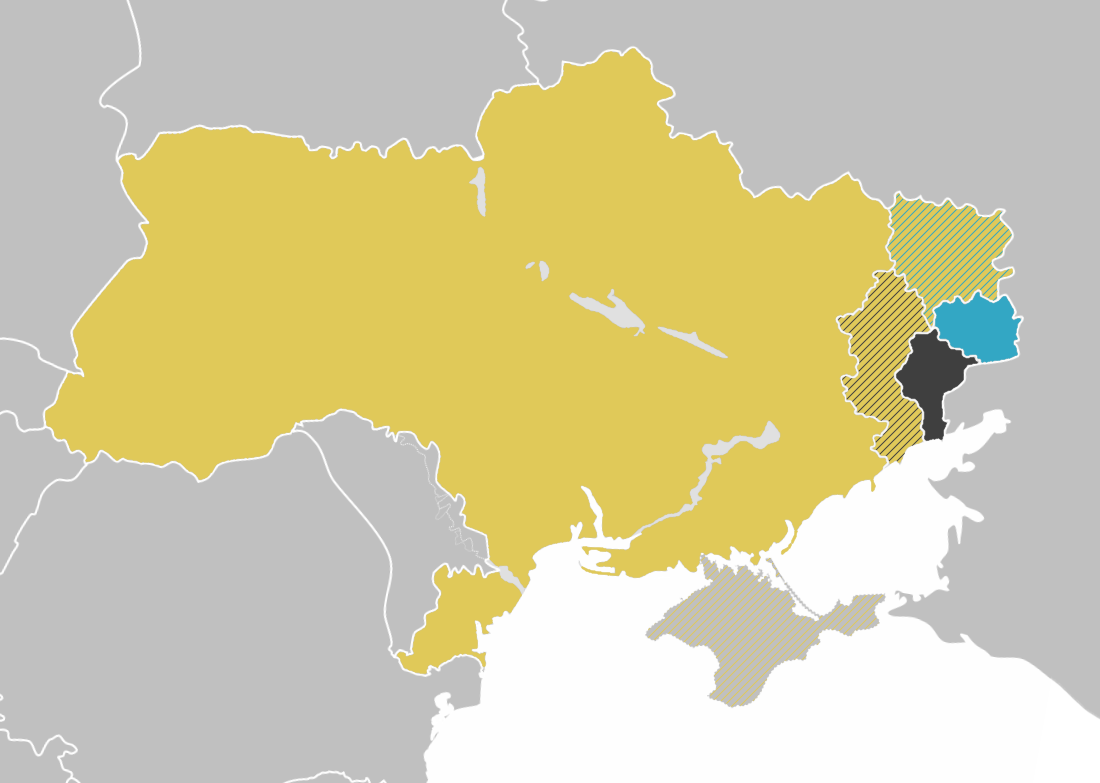
Zona deținută de Republica Populară Donețk (cu negru) și Republica Populară Lugansk (cu albastru) în cadrul Ucrainei

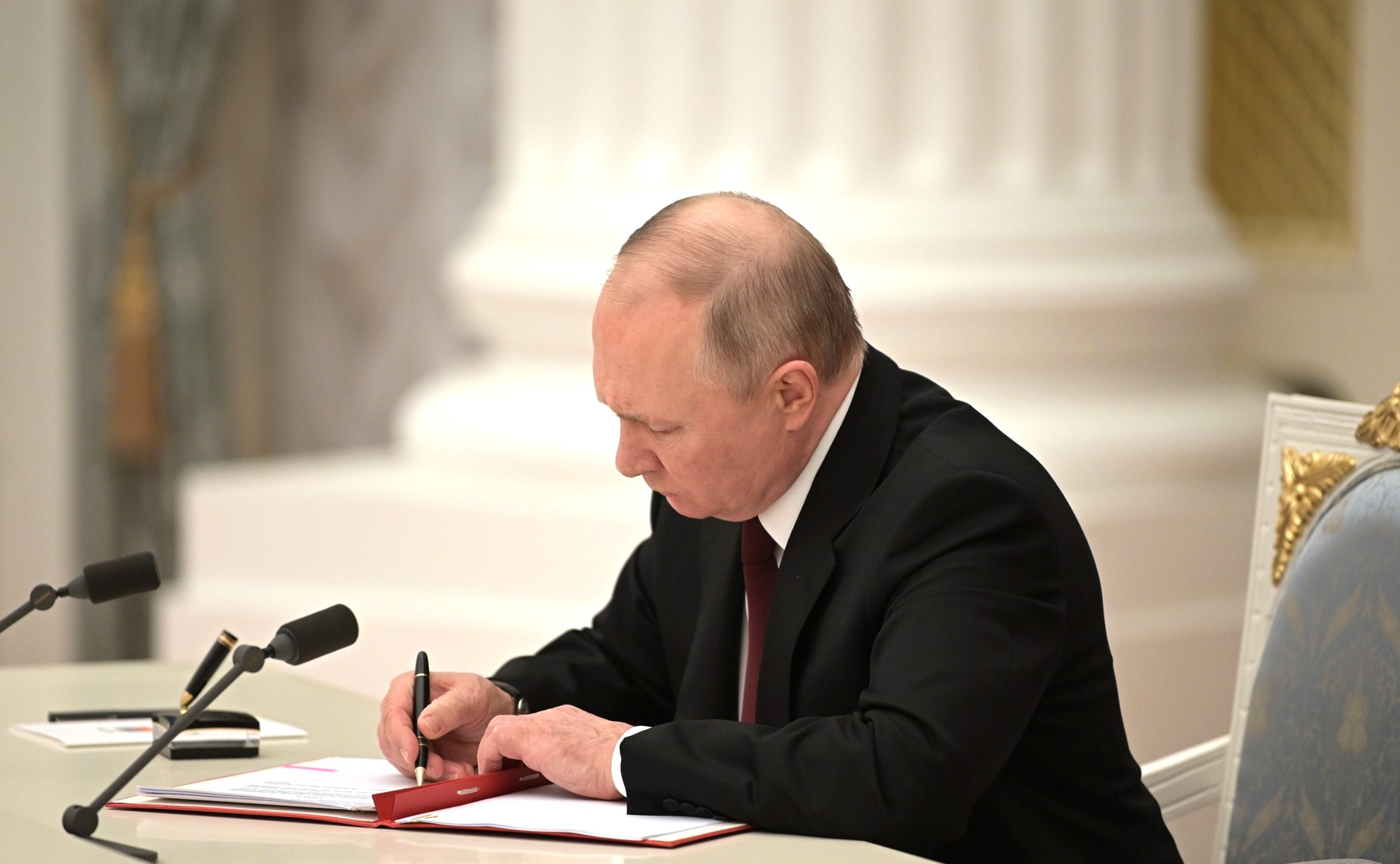
Vladimir Putin semnează decrete de recunoaștere a RPD și LPR și tratate de prietenie, cooperare și asistență reciprocă, 21 februarie 2022

Recunoașterea internațională a Republicilor Populare Donețk și Lugansk.
Recunoașterea oficială a Republicilor Populare Donețk și Lugansk
Sprijin pentru recunoașterea rusă a independenței Republicilor Populare Donețk și Lugansk
Condamnarea recunoașterii ruse a independenței

Republica Populară Donețk și Republica Populară Luhansk și-au declarat independența față de Ucraina în urma unui referendum privind statutul neoficial din mai 2014. La scurt timp după aceea, ambele state autoproclamate au fuzionat pentru a forma confederația de scurtă durată Novorossiya, care a fost suspendată un an mai târziu.
La data de 21 februarie 2022 , cele două republici sunt recunoscute ca state independente de Rusia. A doua zi, Siria, Nicaragua și Belarus și-au exprimat, de asemenea, sprijinul pentru recunoașterea rusă a ambelor republici.

## Istoria și starea actuală

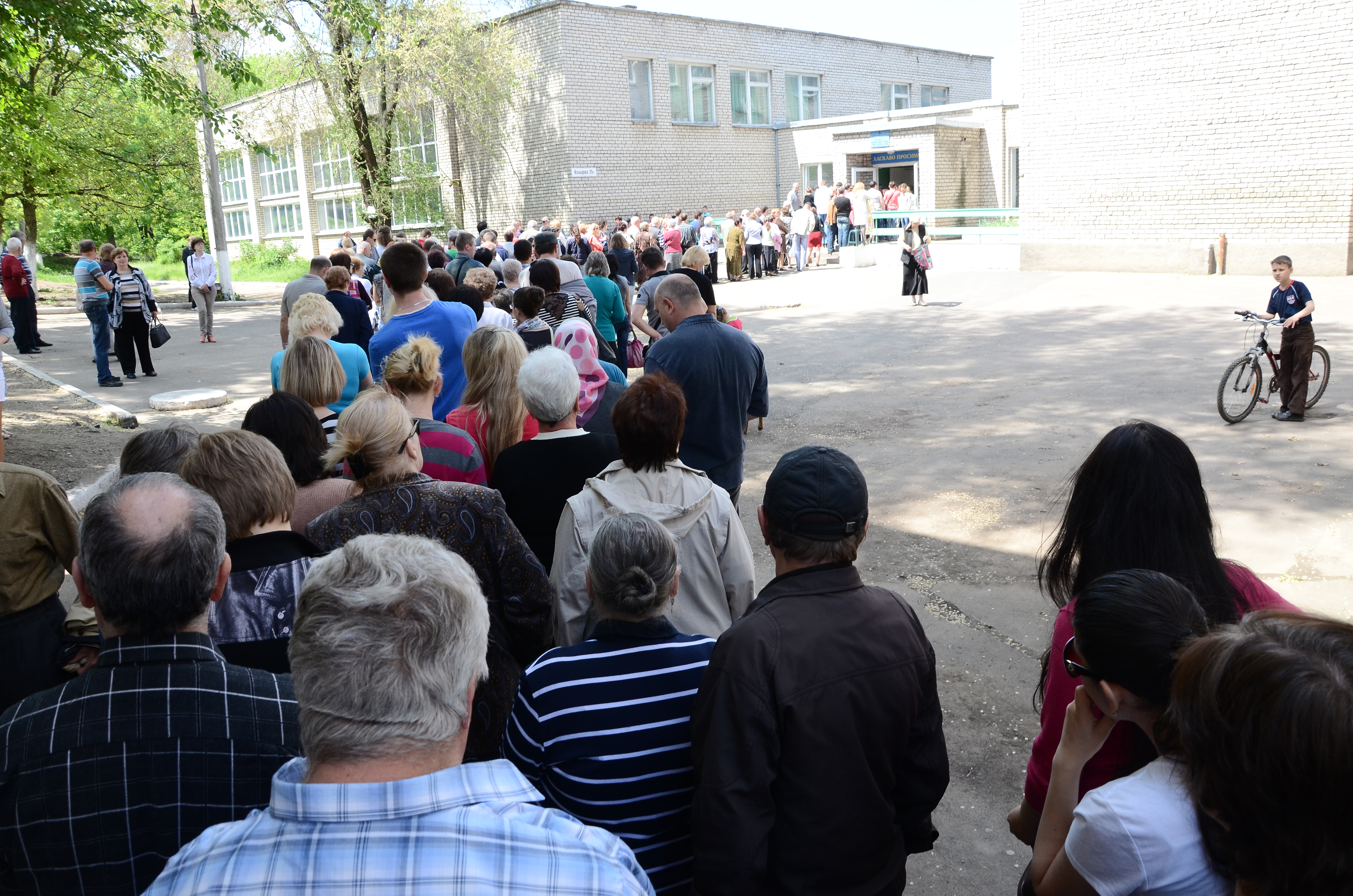
Referendumurile privind statutul Donbasului din mai 2014 nu au fost recunoscute oficial de guvernul ucrainean sau de niciun stat membru al ONU.

În noiembrie 2014, reprezentanții Novorossiya au trimis o cerere de recunoaștere diplomatică mai multor state din America Latină, precum Cuba, Nicaragua și Venezuela.  Cu toate acestea, niciunul dintre state nu a răspuns solicitării. În mai 2015, confederația Novorossiya a fost dizolvată.
Teritoriul controlat de cele două republici este recunoscut internațional ca părți ale Ucrainei de către 192 din 193 de state membre ale Națiunilor Unite, cu excepția Rusiei. Republicile Populare Donețk și Lugansk au primit doar recunoaștere internațională una de la cealaltă, Rusia și Osetia de Sud, care ea însăși este recunoscută doar de 5 din cele 193 de state membre ONU .
Pe 15 februarie – Duma de Stat a Rusiei a votat pentru a cere președintelui Vladimir Putin să recunoască republicile populare autodeclarate Donețk și Lugansk din Ucraina ca națiuni independente. Proiectul de lege a fost propus de Partidul Comunist.    
La 21 februarie 2022, Duma de Stat a Rusiei a adoptat un proiect de lege care recunoaște oficial autoproclamata Republică Populară Donețk și Republica Populară Lugansk din estul Ucrainei ca state independente. Proiectul de lege a fost aprobat de președintele Vladimir Putin.  În aceeași zi, președintele rus Vladimir Putin a semnat decrete de recunoaștere a Republicii Populare Donețk și a Republicii Populare Lugansk și, de asemenea, a semnat acorduri de prietenie, cooperare și asistență cu republicile. 

## Pozițiile luate de state

### Statele care recunosc oficial Republica Populară Donețk ca independentă
|   | Stat                       | Data recunoașterii | Relații diplomatice stabilite | Note |
| - | -------------------------- | ------------------ | ----------------------------- | --- |
| 1 | Republica Populară Luhansk | 11 mai 2014        | 11 mai 2014                   | Atât Republica Populară Donețk, cât și Republica Populară Lugansk și-au declarat simultan independența și au fost anterior unite în cadrul confederației Novorossiya în perioada 2014-2015. |
| 2 | Osetia de Sud              | 27 iunie 2014      | 12 mai 2015                   | |
| 3 | Rusia                      | 21 februarie 2022  | 21 februarie 2022             | |

### Statele care recunosc oficial Republica Populară Lugansk ca independentă
|   | Stat                      | Data recunoașterii | Relații diplomatice stabilite | Note |
| - | ------------------------- | ------------------ | ----------------------------- | --- |
| 1 | Republica Populară Donețk | 11 mai 2014        | 11 mai 2014                   | Atât Republica Populară Lugansk, cât și Republica Populară Donețk și-au declarat simultan independența și au fost anterior unite în cadrul confederației Novorossiya în perioada 2014-2015. |
| 2 | Osetia de Sud             | 18 iunie 2014      | 28 ianuarie 2015              | |
| 3 | Rusia                     | 21 februarie 2022  | 21 februarie 2022             | |

### Statele sau organizațiile care susțin recunoașterea independenței Donețk și Lugansk

#### State membre ONU
| State     | Note |
| --------- | --- |
| Belarus   | În ciuda solicitărilor de recunoaștere a celor două republici, Ministerul de Externe din Belarus a respins recunoașterea, dar a susținut decizia Rusiei. Declarația spune: „Într-o astfel de situație, înțelegem cu respect și înțelegem decizia părții ruse de a recunoaște independența Republicilor Populare Donețk și Lugansk. Republica Belarus a susținut întotdeauna în mod activ și consecvent o soluționare pașnică a conflictului din sud-estul Ucrainei. Considerăm în continuare metodele diplomatice ca fiind o prioritate și suntem gata să contribuim la acest proces în toate modurile posibile.” |
| Nicaragua | Președintele Daniel Ortega a declarat: „Sunt sigur că, dacă se organizează un referendum acolo, așa cum s-a făcut în Crimeea, oamenii vor vota pentru ca regiunile lor să fie incluse în Rusia. Aceasta este o populație rusă și nu este supusă dictatelor NATO, UE și SUA” |
| Siria     | Ministrul de externe sirian Faisal Mekdad a declarat că „Siria sprijină decizia președintelui Vladimir Putin de a recunoaște republicile Lugansk și Donețk” la un eveniment la Moscova. Agenția de știri de stat a Siriei SANA a raportat ulterior că Siria este „gata să construiască relații cu republicile Luhansk și Donețk”. |

#### State cu recunoaștere limitată
| State    | Note |
| -------- | --- |
| Abkhazia | La 22 februarie 2022, Ministerul Afacerilor Externe a publicat o declarație prin care salută recunoașterea independenței Republicilor Populare Donețk și Lugansk de către președintele rus Vladimir Putin. |
| Arțah    | Arayik Harutyunyan, președintele autoproclamatei Republici Artsakh, a emis o declarație în care salută decizia de a recunoaște independența Republicilor Populare Donețk și Lugansk. El a afirmat că „dreptul națiunilor la autodeterminare și la construirea propriului stat este inalienabil pentru fiecare popor și este un principiu fundamental al dreptului internațional." |

#### Organe de conducere cu recunoaștere limitată
| Organe de conducere              | Note |
| -------------------------------- | --- |
| Yemen (Consiliul Politic Suprem) | Mohammed Ali al-Houthi, membru al Consiliului Politic Suprem din Yemen, a postat pe Twitter o declarație în care susține recunoașterea orașelor Donețk și Luhansk. |

### Statele care denunță recunoașterea independenței Donețk sau Lugansk
| State                      | Note |
| -------------------------- | --- |
| Albania                    | Ministrul albanez al Europei și Afacerilor Externe Olta Xhaçka⁠(d) a postat o declarație pe Twitter: „Albania condamnă recunoașterea de către Rusia a independenței regiunilor Donețk și Luhansk. O încălcare clară a dreptului internațional, a acordului de la Minsk precum și o încălcare a integrității teritoriale și a suveranității 🇺🇦! 🇦🇱 este unit cu partenerii și aliații în sprijinul 🇺🇦" |
| Australia                  | Ministerul Afacerilor Externe australian a condamnat recunoașterea Rusiei a Donețk și Lugansk ca state independente, declarând că „subminează flagrant suveranitatea și integritatea teritorială a Ucrainei și nu are valabilitate conform dreptului internațional”. Ministerul a condamnat, de asemenea, anunțul președintelui Putin, potrivit căruia Rusia „desfășoară așa-zișii „lucrari de menținere a păcii” în estul Ucrainei. Acești personal nu sunt oameni de menținere a păcii”. |
| Austria                    | Ministrul de Externe austriac Alexander Schallenberg afirmă că recunoașterea autoproclamatelor Republici Populare Donețk și Lugansk de către Federația Rusă reprezintă „o gravă încălcare a suveranității și integritatea teritorială a Ucrainei pe care o condamnăm categoric”. |
| Belgia                     | Ministrul Afacerilor Externe al Belgiei Sophie Wilmès a postat pe Twitter: „Belgia condamnă recunoașterea teritoriilor separatiste din #Ucraina. Este o încălcare a dreptului internațional, a acordurilor de la Minsk și integritatea teritorială a Ucrainei. Vom lucra îndeaproape cu partenerii noștri UE și NATO pentru o reacție puternică și unitară." |
| Bosnia și Herțegovina      | Membrul bosniac al președinției Bosniei și Herțegovinei Šefik Džaferović a condamnat demersurile Rusiei de a recunoaște independența Donețkului și Luhanskului. „Bosnia și Herțegovina respectă și sprijină integritatea teritorială și suveranitatea Ucrainei. Condamn decizia Federației Ruse de a recunoaște cele două regiuni ucrainene ca state, ceea ce reprezintă o încălcare flagrantă a dreptului internațional”, a spus Dzaferovic. |
| Bulgaria                   | De ani de zile, relațiile dintre Bulgaria și Rusia au fost moderate. Cu toate acestea, în ziua anunțului lui Putin, prim-ministrul Kiril Petkov a condamnat recunoașterea de către Putin a Donețkului și Luganskului ca entități independente. El a declarat: „Continuăm să menținem integritatea teritorială a Ucrainei în cadrul granițelor sale recunoscute internațional. Dreptul internațional trebuie respectat. Noi, Uniunea Europeană, vom răspunde uniți în apărarea noastră.” În aceeași declarație, Ministerul de Externe bulgar a lansat declarația că „recunoașterea republicilor separatiste Lugansk și Donețk este o încălcare gravă a dreptului internațional și subminează securitatea europeană. O astfel de escaladare necesită un răspuns unitar și decisiv.” |
| Canada                     | Prim-ministrul Canadei Justin Trudeau a condamnat acțiunile lui Putin, numind-o „încălcare flagrantă a suveranității Ucrainei”. Trudeau a continuat sugerând că vor fi aplicate sancțiuni economice. |
| Croația                    | Prim-ministrul croat Andrej Plenković a postat pe Twitter: „Condamnăm recunoașterea de către Rusia a regiunilor autoproclamate Donețk și Luhansk, care este o încălcare a dreptului internațional și a integrității teritoriale a # Ucraina. Împreună cu partenerii 🇪🇺, ne exprimăm solidaritatea cu @ZelenskyyUa și oamenii 🇺🇦.” |
| Cipru                      | „În lumina evoluțiilor din Ucraina, Ministerul Afacerilor Externe al Republicii Cipru își reiterează sprijinul pentru suveranitatea, independența și integritatea teritorială a Ucrainei în cadrul granițelor sale recunoscute internațional." |
| Cehia                      | Numeroși oficiali cehi au denunțat decizia președintelui Putin de a recunoaște independența republicilor separatiste ucrainene Donețk și Luhansk drept o „încălcare a Acordurilor de la Minsk și a dreptului internațional”. Ministerul Ceh de Externe a declarat că pasul a fost o încălcare flagrantă a suveranității și integrității Ucrainei. Prim-ministrul Petr Fiala a declarat că Republica Cehă stă ferm în spatele unei Ucraine libere și independente și știe din propria experiență istorică că astfel de pași nu duc niciodată la pace. |
| Danemarca                  | Prim-ministrul Danemarcei Mette Frederiksen a postat o declarație pe Twitter: „Decizia Rusiei de a recunoaște așa-numitele regiuni DNR și LNR din Ucraina ca independente este o încălcare flagrantă a suveranității Ucrainei și a dreptului internațional. Danemarca condamnă decizie, care nu va rămâne fără răspuns. Suntem cot la cot cu Ucraina" |
| Estonia                    | „Ministrul de Externe Eva-Maria Liimets: sprijinul nostru pentru suveranitatea și integritatea teritorială a Ucrainei este neclintit”. |
| Finlanda                   | Biroul Președintelui Finlandei Sauli Niinistö: „Finlanda condamnă actele unilaterale ale Rusiei care încalcă suveranitatea și integritatea teritorială a Ucrainei. Recunoașterea regiunilor separatiste din estul Ucrainei este o încălcare gravă a acordurilor de la Minsk. Finlanda răspunde la actele Rusiei ca parte a Uniunii Europene." |
| Franța                     | La câteva ore după recunoaștere, președintele francez Emmanuel Macron, care a propus un summit între Biden și Putin în lumina crizei ruso-ucrainene din 2021–2022, a condamnat recunoașterea și cere sancțiuni. |
| Georgia                    | Președintele Georgiei Salome Zurabișvili a postat o declarație pe Twitter: „Georgia condamnă ferm recunoașterea a Rusiei a regiunilor Donețk și Lugansk ale Ucrainei, repetând scenariul care a dus la ocuparea a 20% din teritoriul nostru. Georgia vă este alături domnule Președinte Volodîmîr Zelenski și în sprijinul integrității teritoriale și păcii Ucrainei." |
| Germania                   | Cancelarul german Olaf Scholz a condamnat recunoașterea celor două regiuni, ceea ce ar fi o „încălcare unilaterală” a acordului de la Minsk, care a îmblânzit ostilitățile din regiunea Donbas. |
| Grecia                     | Ministerul grec al Afacerilor Externe a declarat: „Recunoașterea de către Rusia a declarației ilegale și unilaterale de „independență” a regiunilor separatiste ale Ucrainei Donețk și Lugansk constituie o încălcare flagrantă a principiilor fundamentale ale Ucrainei. Dreptul internațional, integritatea teritorială a Ucrainei și acordurile de la Minsk." |
| Ungaria                    | Prim-ministrul Ungariei Viktor Orban a asigurat sprijinul continuu al Ungariei pentru suveranitatea și integritatea teritorială a Ucrainei. El a adăugat că Ungaria va sprijini eforturile comune ale Uniunii Europene de a soluționa conflictul. |
| Islanda                    | Prim-ministrul Islandei Katrín Jakobsdóttir a declarat pe Twitter: „Escaladarea Rusiei în Ucraina este devastatoare și sunt îngrijorată pentru civilii nevinovați din regiune. Aceasta este o încălcare inacceptabilă a dreptului internațional. Conflictul armat nu este soluția la provocările actuale. Ușa pentru diplomație trebuie să rămână deschisă”. |
| Irlanda                    | Ministrul Afacerilor Externe irlandez Simon Coveney: „Sprijinul Irlandei pentru suveranitatea și integritatea teritorială a Ucrainei în cadrul granițelor sale recunoscute internațional și dreptul său de a-și alege propria cale de politică externă și de securitate. Decizia Federației Ruse de a continua cu recunoașterea zonelor controlate neguvernamental ale regiunilor Donețk și Lugansk ale Ucrainei ca entități independente contravine dreptului internațional, este o încălcare flagrantă a integrității teritoriale a Ucrainei și marchează un aspect clar și încălcarea unilaterală a acordurilor de la Minsk. Irlanda sprijină un răspuns clar și puternic al UE, inclusiv măsuri suplimentare de sancțiuni.”                                                   |
| Italia                     | Ministrul italian de externe Luigi Di Maio prin Ministerul Afacerilor Externe și Cooperarea Internațională a condamnat decizia autorităților ruse de a recunoaște așa-zisele republici separatiste Lughansk și Donețk și cu încălcarea acordului de la Minsk. |
| Japonia                    | Prim-ministrul Fumio Kishida a condamnat recunoașterea rusă a independenței Donețkului și Luhansk, numind-o încălcarea suveranității ucrainene. Ministrul de Externe Yoshimasa Hayashi⁠(d) a declarat că Japonia va colabora cu comunitatea internațională, inclusiv cu G7, pentru a impune măsuri dure împotriva Rusiei. |
| Kenya                      | Reprezentantul kenyan al ONU [[{{{2}}}\|Martin Kimani]]⁠(en)[traduceți] a declarat că Kenya și multe națiuni africane au fost „născute” odată cu sfârșitul colonialismului și nu au reușit să-și stabilească propriile granițe într-o declarație de condamnare a recunoașterii Rusiei. . Dar, în loc să urmărească state bazate pe „omogenitatea etnică, rasială sau religioasă”, care comportau riscul unor decenii de „războaie sângeroase”, țările „au convenit că ne vom stabili cu granițele pe care le-am moștenit. În loc să formăm națiuni care au privit mereu înapoi în istorie cu o nostalgie periculoasă, am ales să așteptăm cu nerăbdare o măreție pe care niciuna dintre numeroasele noastre națiuni și popoare nu a cunoscut-o vreodată”, a spus el.               |
| Kazahstan                  | Ministerul Afacerilor Externe din Kazahstan au declarat că Kazahstanul nu va ridica problema recunoașterii Donețkului și Luganskului. |
| Letonia                    | Guvernul Letoniei a condamnat recunoașterea în următoarea declarație: „Deși condamnă total acțiunile Rusiei, Letonia îndeamnă comunitatea internațională să ia cele mai puternice măsuri posibile pentru a opri agresiunea Rusiei și pentru a oferi asistență Ucrainei. [ ..] Noi, președintele, președintele seimului Letoniei, prim-ministrul și ministrul Afacerilor Externe al Letoniei, în numele poporului leton, suntem solidari cu poporul ucrainean și oferim sprijinul nostru neclintit pentru libertatea Ucrainei, suveranitatea și integritatea teritorială”. |
| Liechtenstein              | Ministerul Afacerilor Externe al statului Liechtenstein a declarat pe Twitter: „Liechtenstein este profund îngrijorat de recunoașterea anumitor părți ale regiunilor ucrainene Luhansk și Donețk de către Guvernul Rusiei, o încălcare flagrantă a integrității teritoriale și a suveranității Ucrainei, acordurile de la Minsk aprobate de Consiliul de Securitate al Națiunilor Unite, precum și Carta Națiunilor Unite și regulile care guvernează desfășurarea relațiilor internaționale. Liechtenstein își exprimă solidaritatea cu poporul și guvernul Ucrainei și solicită o soluționare pașnică a tuturor problemelor prin mijloace diplomatice și în conformitate cu dreptul internațional."                                                                             |
| Lituania                   | Ministerul Afacerilor Externe al Lituaniei condamnă ferm decizia Rusiei de a recunoaște ca independente două zone din regiunile Lugansk și Donețk ale Ucrainei, care sunt deținute de separatiștii susținuți de ruși. „Această decizie constituie o încălcare gravă a principiilor consacrate în Carta Națiunilor Unite și în dreptul internațional, Actul final de la Helsinki și Carta de la Paris”. |
| Luxemburg                  | Prim-ministrul al Luxemburgului Xavier Bettel a postat o declarație pe Twitter: „Condamn recenta încălcare a acordurilor de la Minsk de către Rusia. Vom lucra îndeaproape cu partenerii noștri UE pentru un răspuns unitar." |
| Malta                      | Republica Malta condamnă decizia Federației Ruse de a recunoaște în mod oficial independența zonelor controlate neguvernamental Donețk și Luhansk. Această decizie este o încălcare a integrității teritoriale și a suveranității Ucrainei, este în contradicție cu principiile Cartei Națiunilor Unite și încalcă acordurile de la Minsk și subminează posibilitatea unei soluții diplomatice. |
| Mexic                      | Misiunea Permanentă a Mexicului la Națiunile Unite își reiterează respectul pentru integritatea teritorială a Ucrainei și căutarea unei soluții pe canale diplomatice. |
| Republica Moldova          | Președintele Moldovei Maia Sandu a postat o declarație pe Twitter: „Condamnăm ferm recunoașterea de către (Rusia) a zonelor separatiste din oblastele Donețk și Lugansk (Ucraina). Acest lucru este în mod clar împotriva legii internaționale. (Moldova) rămâne ferm angajată să susțină suveranitatea și integritatea teritorială a (Ucrainei) în cadrul granițelor sale recunoscute internațional.” |
| Muntenegru                 | Ministerul Afacerilor Externe al Muntenegrului a postat o declarație pe Twitter: „Decizia Rusiei de a recunoaște autoproclamatele „Republici Populare” Donețk și Lugansk este o încălcare a suveranității și integrității teritoriale a Ucrainei, acordurilor de la #Minsk și dreptului internațional. #Muntenegru este unit cu 🇪🇺 și aliații săi #NATO în sprijinul #Ucrainei" |
| Țările de Jos              | Ministrul Afacerilor Externe al Regatului Țărilor de Jos Wopke Hoekstra⁠(d) a declarat pe Twitter: „Recunoașterea teritoriilor separatiste din #Ucraina este o încălcare flagrantă a normelor internaționale, legii, integrității teritoriale a Ucrainei și acordurile de la Minsk. Țările de Jos condamnă ferm acest act și vor răspunde ferm în strânsă coordonare cu partenerii noștri UE și NATO." |
| Noua Zeelandă              | Ministrul Afacerilor Externe Nanaia Mahuta a declarat pe Twitter: „Aotearoa Noua Zeelandă sprijină ferm suveranitatea și integritatea teritorială a Ucrainei. Acțiunile Rusiei de astăzi încalcă dreptul internațional și întrerup eforturile diplomatice de a găsi o soluție pașnică” |
| Macedonia de Nord          | Ministrul Afacerilor Externe al Republicii Macedonia de Nord Bujar Osmani⁠(d) a declarat pe Twitter: „Condamnăm ferm recunoașterea de către 🇷🇺 a zonelor 🇺🇦 #Donețk & #Lugansk ca independent. Astfel de acte reprezintă o încălcare gravă a dreptului internațional. 🇲🇰 își reiterează sprijinul neechivoc pentru suveranitatea și integritatea teritorială a #Ucrainei @DmytroKuleba" |
| Norvegia                   | Ministrul norvegian al Afacerilor Externe Anniken Huitfeldt⁠(d) a declarat că „Norvegia condamnă declarația Rusiei de recunoaștere a autoproclamatelor republici populare din Donețk și Luhansk”, spunând că decizia este „o altă încălcare a suveranității ucrainene”. Ea a mai spus că „Norvegia sprijină independența și integritatea teritorială a Ucrainei în conformitate cu frontierele recunoscute internațional”. |
| Polonia                    | Ministerul polonez de Externe condamnă ferm declarația rusă a două republici autoproclamate situate pe teritoriul Ucrainei – așa-numita „Republica Populară Donețk” și „Republica Populară Lugansk” și a declarat că Rusia a încălcat Acordul de la Minsk. Guvernul polonez și-a exprimat solidaritatea cu Ucraina și a cerut Rusiei să înceteze acțiunile sale ilegale care au încălcat legile internaționale. |
| Portugalia                 | Prim-ministrul Portugaliei António Costa a postat o declarație pe Twitter: „Recunoașterea de către Rusia a celor două regiuni separatiste din Ucraina încalcă în mod clar acordurile de la Minsk și pune în pericol integritatea teritorială a Ucrainei. Condamnăm ferm această acțiune și ne exprimăm deplina solidaritate cu Ucraina. " |
| România                    | Președintele României Klaus Iohannis, Prim-ministru Nicolae Ciucă și alte personalități politice românești relevante precum Ludovic Orban și Kelemen Hunor a condamnat decizia Rusiei de a recunoaște cele două republici separatiste Donețk și Lugansk. Iohannis a descris evenimentul drept o încălcare gravă a dreptului internațional. |
| Singapore                  | Purtătorul de cuvânt al MAE a declarat: „Singaporul este profund îngrijorat de escaladarea tensiunilor la granița dintre Ucraina și Rusia și de decizia Rusiei de a recunoaște două regiuni separatiste ucrainene. Suveranitatea, independența și integritatea teritorială a Ucrainei trebuie respectate. Toate părțile implicate ar trebui să continue dialogul, inclusiv prin mijloace diplomatice, pentru o soluționare pașnică a diferendei, în conformitate cu dreptul internațional, și să evite acțiunile care vor crea și mai mult tensiunile în regiune.” |
| Slovenia                   | Ministerul Afacerilor Externe sloven a declarat: „Slovenia condamnă ferm decizia președintelui Putin de a recunoaște regiunile Donețk și Lugansk din Ucraina ca entități independente. Acestea măsurile ostile reprezintă o încălcare flagrantă a dreptului internațional și a obligațiilor cuprinse în acordurile de la Minsk și nu vor rămâne fără consecințe”. |
| Slovacia                   | Ministerul Slovac de Externe nu recunoaște cu fermitate autoproclamata independență a entităților separatiste. Poziția de politică externă bazată pe principii slovace susține suveranitatea politică, independența și integritatea teritorială a Ucrainei, precum și valabilitatea universală și respectarea principiilor dreptului internațional. |
| Coreea de Sud              | Președintele Moon Jae-in a cerut Rusiei să respecte integritatea teritorială a suveranității ucrainene și s-a angajat să colaboreze cu comunitatea internațională pentru detensionarea situației din regiune. De asemenea, Moon le-a instruit oficialilor să se pregătească temeinic pentru a proteja cetățenii sud-coreeni din Ucraina. |
| Spania                     | Ministrul spaniol al Afacerilor Externe, Uniunii Europene și Cooperării José Manuel Albares⁠(d) a postat o declarație pe Twitter: „Recunoașterea rusă a teritoriilor separatiste din estul Ucrainei este o încălcare flagrantă a integrității teritoriale a Ucrainei, Minsk acorduri și legalitatea internațională. Vom răspunde în strânsă coordonare cu partenerii și aliații noștri." |
| Suedia                     | Ministrul suedez de Externe Ann Linde⁠(d) a postat o declarație pe Twitter: „Condamnă ferm recunoașterea de către Rusia a zonelor controlate neguvernamental ale regiunilor Donețk și Lugansk din Ucraina ca entități independente. O încălcare flagrantă a dreptului internațional și a acordurilor de la Minsk." |
| Elveția                    | Departamentul Federal Elvețian de Afaceri Externe a postat pe Twitter: „Recunoașterea de către Rusia a anumitor zone din regiunile ucrainene Luhansk și Donețk ca state independente este o încălcare flagrantă a dreptului internațional, a integrității teritoriale și a suveranității Ucrainei și a acordurilor de la Minsk. Elveția cere Rusiei să-și respecte obligațiile internaționale și să-și rezerve acțiunea." |
| Turcia                     | Ministerul de Externe turc a numit recunoașterea Rusiei a Donețkului și Lugansk-ului sunt inacceptabile și a declarat că este o încălcare clară nu numai a Acordului de la Minsk, ci și a unității politice ucrainene. Turcia a declarat că va colabora cu Ucraina pentru a-și păstra unitatea politică și integritatea teritorială. |
| Ucraina                    | Ministerul Afacerilor Externe condamnă decizia Federației Ruse de a recunoaște „independența” cvasi-entităților pe care le crease în teritoriile ocupate temporar ale Ucrainei, așa-numitul „Lugansk”. Republica Populară” și „Republica Populară Donețk”. |
| Regatul Unit               | Ministrul de Externe Liz Truss a condamnat mișcarea Rusiei la scurt timp după declarația de recunoaștere a Donețkului și Luhanskului și a îndemnat Rusia să pună capăt modelului său de comportament destabilizator împotriva Ucrainei. Truss a mai declarat că guvernul britanic va anunța în curând noi sancțiuni împotriva Rusiei pentru activitățile sale destabilizatoare din regiune. Prim-ministrul Boris Johnson a numit mișcarea lui Putin drept „de rău augur” și „încălcare flagrantă a suveranității”, Johnson a convocat mai târziu reuniunea COBR⁠(d) pentru a discuta despre situația din Ucraina |
| Statele Unite ale Americii | În aceeași zi în care a anunțat Putin, Președintele Statelor Unite Joe Biden a semnat Ordinul executiv 13660 care impune sancțiuni care vizează două republici separatiste susținute de Rusia din estul Ucrainei într-un răspuns rapid. Ordinul, dintr-o declarație a secretarului Casei Albe Jen Psaki, interzice „noile investiții, comerț și finanțare de către americani către, dinspre sau în” așa-numitele Republici Populare Donețk și Republica Populară Lugansk, situate în Ucraina. estul regiunii Donbass și oferă autoritatea de a impune sancțiuni „orice persoană hotărâtă să opereze în acele zone ale Ucrainei”. |

#### State cu recunoaștere limitată
| State  | Note |
| ------ | --- |
| Taiwan | Ministerul Afacerilor Externe al statului Taiwan și-a exprimat „regretul și condamnarea profundă” față de Rusia după ce a ordonat trupelor să intre în două regiuni separatiste pro-Moscova din estul Ucrainei. Purtătoarea de cuvânt prezidențială și executivă Kolas Yotaka a Republicii Chineze, a declarat că este „încurajator” faptul că ambasadorii ONU resping pretențiile Rusiei asupra teritoriului Ucrainei, spunând că așteaptă cu nerăbdare ziua în care „lumea va respinge în egală măsură” pretențiile Republicii Populare Chineze asupra Taiwanului. |
| Kosovo | Ministerul Afacerilor Externe din Kosovo și-a exprimat solidaritatea cu Ucraina împotriva agresiunii ruse, declarând că Putin a purtat război împotriva democrației. Kosovo a cerut, de asemenea, lumii libere să răspundă cu hotărâre lui Putin și împuterniciților săi. |